# Sitric Cáech
Sitric Cáech o Sihtric Cáoch, dit el Guerxo, (en irlandès antic: Sihtric ua Ímair; en nòrdic antic: Sigtrygg, mort el 927), va ser un cabdill nòrdic-gaèlic, monarca viking del regne de Dublín i més tard també de Jòrvik.

## Orígens familiars
Sitric era un dels nets d'Ivar de Dublín, per tant pertanyia a la dinastia nòrdica coneguda com a Uí Ímair, que junt amb els seus parents Gofraid ua Ímair i Ragnall ua Ímair, seria molt influent i activa a Irlanda i nord de la Gran Bretanya.

## Irlanda
Els Annals de l'Ulster recullen l'arribada de dues flotes vikingues a Irlanda el 917, una liderada per Ragnall i l'altra per Sitric, tots dos del casal d'Ívar, que van lluitar contra Niall Glúndub, van derrotar les forces locals i, d'acord amb els annals, Sitric després va entrar a «Ath Cliath», és a dir, a Dublín, i cal assumir pel que indiquen les fonts documentals que va prendre possessió de la ciutat. El seu company, Ragnall ua Ímair, després va conquerir  Waterford, es va dirigir cap a Escòcia, i més tard va conquerir Jòrvik (avui York) a on es va proclamar rei.
Sitric va combatre en diverses batalles contra Niall Glundub. Una gran guerra s'esmenta a les cròniques el 918, i el 919, Niall i molts altres reis irlandesos van morir en una gran batalla a les portes de Dublín. Va ser probablement la derrota més devastadora dels irlandesos infligida per l'exèrcit escandinau.

## Rei de Jòrvik
El 920 o 921, Sitric va abandonar Dublín. Els cronistes citen que va deixar el regne «amb el poder de Déu», però la veritat és que després de la mort del seu germà Ragnall va marxar per ser rei de Jòrvik. El seu altre germà, Gofraid, quedava al capdavant de Dublín.
Sitric va atacar Mèrcia des de la frontera amb el seu regne de Jòrvik, i va dirigir els seus exèrcits a Confey i a d'altres batalles.
Es va casar l'any 926 amb la germana del rei dels anglosaxons, Etelstan, (probablement Edith de Polesworth) en un moviment polític dissenyat pel mateix Etelstan per tal de consolidar la seva influència al nord del seu reialme. Sitric va morir sobtadament un any més tard, el 927 i Etelstan va assumir el tron del rei viking uns anys després.